# グッバイ、ドン・グリーズ!
グッバイ、ドン・グリーズ!（英語：Goodbye, Don Glees!）は、いしづかあつこが監督・脚本を務める日本のアニメーション映画。KADOKAWAの配給で、全国200館の劇場にて2022年2月18日より公開された。

## 概要
本作は、アニメ『ノーゲーム・ノーライフ』や『宇宙よりも遠い場所』などで知られるいしづかあつこ監督・脚本のアニメ映画で、いしづかが初めて監督するオリジナル劇場アニメ作品となる。『宇宙よりも遠い場所』でキャラクターデザイナーを務めた吉松孝博と再びタッグを組み、アニメーション制作はMADHOUSEが担当している。
企画が立ち上がった経緯について、いしづかは「それらしいきっかけはあまりない。いつも一緒に制作しているこのメンバーは、次はなにやる？みたいな会話が自然と出てくるチーム。いつの間にかふんわりあった。」と答えている。
キャラクターはストーリーが固まる前から"男の子3人組で"といしづかから指定されていた。デザインした吉松はロウマ、トト、ドロップの3人の中で一番苦労したのはドロップだったと明かし、いしづかもラフから一番印象が変わったと言っている。当初、3人は高校3年生の設定だったがキャラクターデザインの段階で吉松が年齢層を低く変更し、そのことでいしづかから足を短くしてほしいという要望が出た。理由は鈍臭いシルエットにしたかったのと、リアリティを出したかったからだという。
コロナ禍のため、作品の舞台となったアイスランドにはロケーション・ハンティングに行くことができなかった。

## あらすじ
田舎で実家の農業を手伝いながら高校に通うロウマ（鴨川朗真）はそのせいで周囲の同級生たちからは浮いており、同じく優等生だったせいで周囲と疎遠になっていたトト（御手洗北斗） と二人、「ドングリーズ」というチームを結成していた。ドングリーズは地元の夏祭りの際、祭りに参加せず二人きりで小さな花火大会をやることを約束しており、東京の高校に進学したトトも約束を果たすために帰省する。しかしそこにはロウマだけではなく、ドロップ（佐久間雫）という不思議な少年の姿もあった。ドロップの「見下ろしてやろうよ」という提案で、今年は夏祭りの花火を上空から撮影することとなり、三人は中古のドローンを購入する。
夏祭りの夜、ロウマが同級生から見下されていたことを知ったドロップの提案で、病院で習ったという化粧術を用いてドロップとトトは美女に変装、美女二人を伴ったロウマが颯爽と祭り会場を練り歩くことで周囲の目を引くという悪戯を敢行する。悪戯は大成功を収めたものの、購入した花火はどれも湿気っていて火がつかず、さらに空撮のために飛ばしたドローンはどこかに飛んでいってしまいドングリーズの花火大会は失敗に終わる。さらにその晩、山火事が発生してしまい、悪戯のせいで悪目立ちしたロウマたちが放火犯だという噂がクラス内のSNSで広がってしまう。
ドローンの空撮動画に三人の姿が映っていれば無実の証拠になるというドロップの提案から、ロウマとトトはGPSアプリを頼りに山奥へ飛んでいったドローンの捜索に向かう。しかし山火事のせいで国道は封鎖されており、さらに調査にあたる警察と消防を避けようと右往左往した挙げ句、三人は熊に遭遇。逃げ惑ううちに道を見失う。GPSも機能せず地図を頼りに道を進む中で、ドロップはロウマが一眼レフカメラを所持していることに気づく。ロウマは同級生のチボリ（浦安千穂里）と課外授業の写真撮影を通じて交流をしたことがあり、それをきっかけに写真撮影を始めたが、チボリがアイルランドに引っ越してしまったためそれっきりとなってしまい、トトがチボリのいるアイルランドに国際電話をかけ「15歳のお前の最後の冒険を見届けてやる！」と焚き付けるものの、結局何も言わずに通話を切ってしまったという過去があった。
やがて三人は沢に降りて滝を発見する。ドロップはそこでアイスランドで黄金の滝を見たことがあるという過去を語る。世界を切り裂くような深い渓谷の奥に黄金の滝があり、そこに一台の電話ボックスがあって、その電話ボックスからの電話に出ると自分の「宝物」がわかるのだという。荒唐無稽な話をトトは信用せず、さらに山道を進むうちに沢を落ちるなどして、結局元の滝にまで戻ってきてしまう。夜営をすることになったが準備不足で食料も足りず、カッとなったトトはドロップに八つ当たりをしてしまい、つい「ドングリーズなんてダサい」と馬鹿にしてしまう。その発言にショックを受けたロウマは一人その場を離れてしまった。
残されたトトは、ドロップに自分の過去を語る。塾をサボる形で抜け出してこの冒険に参加したこと。医者になることを目指して勉強して、田舎では優等生だったが、しかし東京に出たら決してそんなことはないと思い知らされたこと。ドロップはそんなトトを「今までも全部犠牲にしてきたんだろ。ロウマが自慢の友達だって言ってた」と励ます。トトはそんな自分をロウマだけは凄いヤツだと心の底から信じてくれているから、決して裏切れないことを泣きながら告げる。そこにロウマが戻ってきて、夜空に流星群が訪れたことを知らせ、三人は流星群の下で仲直りを果たす。ドングリーズと名付けたのはトトであり、意味はドングリではなく「ドント・グリーズ」つまり「喜びを知らぬ者たち」、教室の中で俯いている自分たちを指した、名詞に否定形をくっつけるという小学生の間違った英語による名付けだった。ロウマは間違いだらけの自分たちにお似合いの名前だと自嘲するが、しかしドロップは二人でいるときはとても楽しそうだから、やはりその名前は間違っていると笑う。そして自分たちが見ている満天の星空ですら、宇宙全体の中ではちっぽけな一部でしかないことから、三人は世界の広さを実感する。
翌朝、再びドローンを探して出発する三人だったが、その中のやり取りでロウマとトトは、ドロップが重篤な病を患っていることを察する。しかしドロップはそんなことを感じさせる素振りを一切見せず、ドローンを見つけた者に他の二人がコーラを奢ると宣言して走り出してしまう。ロウマとトトも慌てて後を追って走り出し、ドングリーズは山道を駆け抜けて行くが、道の先は水没していてぷっつりと途切れてしまっていた。あまりの事態にショックを受けたドロップは「こんな想いをさせたかったわけじゃない。こんなものを見せるために二人と仲良くなったわけじゃない」と泣き出してしまうが、ロウマは「自分たちはドロップと出会ったおかげでここまで来れた。この出会いが間違っていたみたいに言うな。15歳のお前の最後の冒険を見届けてやる！」と叱咤。三人は協力して新たな道を見つけ出し、ついにドロップがドローンを発見する。
帰り道はなだらかな一本道で、遠回りしたからこその冒険だったこと、そしてあの山には本来熊は生息していないはずだったことを三人は知り、熊を見たことが三人が冒険をした証拠となる。結局ドローンにはロウマたちの姿は記録されていなかったが、空撮画像に映る田舎の街はとてもちっぽけで、自分たちが囚われていた世界が大したものではなかったことを悟る。そしてロウマとトトはドロップにコーラを奢り、三人は各々の生活に戻っていった。周囲のクラスメイトたちもあっさり山火事のことを忘れ去り、目に見える変化といえばロウマがSNSを通じて、チボリとの交流を始めた程度。ロウマはチボリの撮影した美しい写真をきっかけに写真撮影を始めたが、チボリにその写真の構図を気づかせたのはロウマだったのだ。
やがてトトからドロップが死去したことを知らされたロウマは、ドングリーズの秘密基地を焼却し、そこにトトが駆けつける。だが秘密基地にはドロップから二人に当てた感謝の手紙と、二本のコーラが残されていた。燃える基地を前に二人はコーラを飲んでドロップの思い出を語り、トトは医者にならなければ助けようとする事さえできないのだと将来の進路に決意を固める。やがて二人は、コーラのラベルにドロップからのメッセージが描かれていることに気づく。それはアイスランドのどこかに眠る、ドロップがかつて見つけた「宝物」の在り処を示す宝の地図だった。ロウマとトトは二人でアイスランドに旅立ち、各地を旅して回った後、ついに深い渓谷とその奥にある黄金の滝、そして古びた電話ボックスを見つけ出す。電話ボックスのベルは鳴り響いており、二人は大慌てで電話ボックスに駆け寄るが、もう少しのところで間に合わずに電話は切れてしまう。
落胆する二人だが、そこで電話ボックスにドロップのメモと、電話ボックスの電話番号が残されていることに気づく。ドロップの宝物とは「15歳の最後の冒険を見届けてくれる友人」のことであり、電話ボックスの電話番号はアイルランドのチボリの電話番号と一つ違いだった。つまりあの時トトとロウマがかけた国際電話は、間違ってこの電話ボックスへと繋がり、たまたまそのタイミングで電話に出たドロップが「15歳のお前の最後の冒険を見届けてやる！」というメッセージを受け取っていたのだ。
ロウマとトトは出会うべくして出会った友人との冒険に思いを馳せながら、アイスランドの雄大な景色を見下ろし、世界というのは自分の意志でいくらでも見下ろすことのできる場所なのだと理解する。
そしてエンドロールとともにタイトルが表示される。グッバイ、ドン・グリーズ――さらば、喜びを知らぬ者たちよ。

## キャスト
- ロウマ（鴨川朗真） - 花江夏樹[11]
- トト（御手洗北斗） - 梶裕貴[11]
- ドロップ（佐久間雫） - 村瀬歩[11]
- チボリ（浦安千穂里） - 花澤香菜[11]
- 鴨川太朗 - 田村淳（ロンドンブーツ1号2号）[12]
- 鴨川真子 - 指原莉乃[12]

## スタッフ
- 監督・脚本 - いしづかあつこ[13]
- キャラクターデザイン - 吉松孝博[13]
- 美術監督 - 岡本綾乃[13]
- 美術ボード制作協力 - 山根左帆[13]
- 美術設定 - 綱頭瑛子、平澤晃弘[13]
- 色彩設計 - 大野春恵[13]
- 撮影監督 - 川下裕樹[13]
- 3D監督 - 廣住茂徳、今垣佳奈[13]
- 編集 - 木村佳史子[13]
- 音楽 - 藤澤慶昌[13]
- 音響監督 - 明田川仁[13]
- 音響効果 - 上野励[13]
- アニメーション制作 - MADHOUSE[13]
- 配給 - KADOKAWA[13]
- 製作 - グッバイ、ドン・グリーズ！製作委員会[13]

## 主題歌
「Rock The World」
歌 - ［Alexandros］

## メディアミックス
『月刊コミックジーン』（KADOKAWA）にて2021年11月号（2021年10月15日発売）から2022年3月号（2022年2月15日発売）まで、しんきが作画を担当する映画のコミカライズ版が連載された。2022年には映画公開時期と前後してノベライズ作品が発売された。
- 原作：Goodbye,DonGlees Project / 脚本：いしづかあつこ / 文：山室有紀子 『グッバイ、ドン・グリーズ！』KADOKAWA
  - 角川つばさ文庫版（本文挿絵：あきづきりょう） 2022年1月13日発売[17]、ISBN 978-4-04-632145-9
  - 角川文庫版 2022年1月21日発売[18]、ISBN 978-4-04-102651-9
- 原作：Goodbye,DonGlees Project / 著者：庵田定夏 / 口絵・本文イラスト：青十紅 『グッバイ、ドン・グリーズ！ オフショット』KADOKAWA〈MF文庫J〉、2022年2月25日発売[19]、ISBN 978-4-04-681285-8
- 原作：Goodbye,DonGlees Project / 漫画：しんき『グッバイ、ドン・グリーズ！』 KADOKAWA〈MFコミックス ジーンシリーズ〉、2022年2月18日発売[20]、ISBN 978-4-04-681081-6